# Microlophium rjabushinskyi
Microlophium rjabushinskyi är en insektsart. Microlophium rjabushinskyi ingår i släktet Microlophium och familjen långrörsbladlöss. Inga underarter finns listade i Catalogue of Life.